# East Hanahai
East Hanahai è un villaggio del Botswana situato nel distretto di Ghanzi, sottodistretto di Ghanzi. Il villaggio, secondo il censimento del 2011, conta 532 abitanti.

## Località
Nel territorio del villaggio sono presenti le seguenti 1 località:
- Motlopi di 27 abitanti